# Stadion Toumba
Toumba Stadion (grč. Στάδιο Τούμπας) je nogometni stadion grčkog kluba PAOK Soluna te je u vlasništvu A.S. PAOK. Stadion je izgrađen 1959. te se nalazi u četvrti Toumba na istoku Soluna. Izvorni kapacitet stadiona bio je 45.000 mjesta dok je 1998. godine kapacitet smanjen na 32.000 mjesta (sva su sjedeća). Uvođenje sigurnosnih zona 2000. godine je dodatno smanjilo kapacitet na 28.701 mjesto.
1970. godine na stadionu su instalirana četiri reflektora čime je omogućeno odigravanje noćnih utakmica.
22. ožujka 1980. se urušio jedan dio tribine Toumba Stadiona kao rezultat potresa snage 6,5 po Richteru koji je zadesio Solun u lipnju 1978. Zbog toga je stadion bio zatvoren a PAOK je koristio zamjenske stadione dok šteta nije popravljena.
Rekordna posjećenost stadiona bila je 19. prosinca 1976. na nogometnoj utakmici grčke 1. divizije između PAOK Soluna i AEK Atene. Tada je na stadionu bilo 45.252 gledatelja.
Toumba Stadion je bio domaćin nekoliko utakmica nogometnog turnira tokom Olimpijskih igara 2004. u Ateni. Zbog toga je 2003. izvršeno veliko renoviranje stadiona nakon čeg je u ljeto 2004. stadion poprimio potpuno novi izgled. Renoviranje je uključivalo i izgradnju četverokatne zgrade na zapadu stadiona s VIP mjestima i salonima, mjestima za TV kuće i druge medije kao i nove klupske urede. Također, na zapadnoj strani stadiona je postavljen novi krov. Od ostalih radova koji su tada izvedeni bili su: postavljanje novih sjedala, nadogradnja svlačionica te ponovno uvođenje betonskih stupova ispod sjeverne strane.

## Korisnici
Primarni korisnik Toumba Stadiona je nogometni klub PAOK Solun. Međutim, on je u povijesti bio i "dom" nogometnim klubovima kao što su Iraklis i Aris. Ovdje je i OFI Kreta (zbog kazne koju je dodijelila UEFA) odigrala nekoliko europskih utakmica. Zbog NATO-vog bombardiranja SRJ 1999. godine, na Toumba Stadionu je reprezentacija SR Jugoslavije odigrala kvalifikacijsku utakmicu protiv Malte (4:1 pobjeda SRJ) u sklopu kvalifikacija za EURO 2000. (8. lipnja 1999.).

## Značajne utakmice na Toumbi

### Utakmice grčke reprezentacije
Grčka nogometna reprezentacija je do sada odigrala četiri utakmice na stadionu Toumba, i to:
| 30. rujna 1971. |     |         |                                                                       |
| Grčka           | 0:1 | Meksiko | Toumba Stadion, Solun Utakmica: prijateljska utakmica Gledatelja: ??? |
|                 |     |         | Toumba Stadion, Solun Utakmica: prijateljska utakmica Gledatelja: ??? |

| 4. lipnja 1975. |     |       |                                                                             |
| Grčka           | 4:0 | Malta | Toumba Stadion, Solun Utakmica: kvalifikacije za EURO 1976. Gledatelja: ??? |
|                 |     |       | Toumba Stadion, Solun Utakmica: kvalifikacije za EURO 1976. Gledatelja: ??? |

| 20. rujna 1995. |     |                |                                                                       |
| Grčka           | 0:2 | SR Jugoslavija | Toumba Stadion, Solun Utakmica: prijateljska utakmica Gledatelja: ??? |
|                 |     |                | Toumba Stadion, Solun Utakmica: prijateljska utakmica Gledatelja: ??? |

| 22. kolovoza 2007. |     |            |                                                                       |
| Grčka              | 2:3 | Španjolska | Toumba Stadion, Solun Utakmica: prijateljska utakmica Gledatelja: ??? |
|                    |     |            | Toumba Stadion, Solun Utakmica: prijateljska utakmica Gledatelja: ??? |

### Rekordi posjećenosti stadiona
| 19. prosinca 1976. |     |           |                                                                                            |
| PAOK Solun         | 0:0 | AEK Atena | Toumba Stadion, Solun Utakmica: prvenstvena utakmica u sezoni 1976./77. Gledatelja: 45.252 |
|                    |     |           | Toumba Stadion, Solun Utakmica: prvenstvena utakmica u sezoni 1976./77. Gledatelja: 45.252 |

| 16. rujna 1975. |     |              |                                                                       |
| PAOK Solun      | 1:0 | FC Barcelona | Toumba Stadion, Solun Utakmica: utakmica Kupa UEFA Gledatelja: 45.200 |
|                 |     |              | Toumba Stadion, Solun Utakmica: utakmica Kupa UEFA Gledatelja: 45.200 |

| 5. prosinca 1976. |     |                  |                                                                                            |
| PAOK Solun        | 2:1 | Olympiacos Pirej | Toumba Stadion, Solun Utakmica: prvenstvena utakmica u sezoni 1976./77. Gledatelja: 45.147 |
|                   |     |                  | Toumba Stadion, Solun Utakmica: prvenstvena utakmica u sezoni 1976./77. Gledatelja: 45.147 |

| 2. svibnja 1976. |     |           |                                                                                            |
| PAOK Solun       | 1:0 | AEK Atena | Toumba Stadion, Solun Utakmica: prvenstvena utakmica u sezoni 1975./76. Gledatelja: 45.010 |
|                  |     |           | Toumba Stadion, Solun Utakmica: prvenstvena utakmica u sezoni 1975./76. Gledatelja: 45.010 |